# HRC Gripen
Helsingborgs Rugby Club Gripen är en svensk rugbyklubb som bildades 1968. 
Föreningen har ungefär 70 medlemmar och spelar på Norrvalla IP i Helsingborg. Dess herrlag spelar i herrarnas division 1 syd. Damlaget, som nybildades 2009 och kallas "Gripen Sisters", spelar i damernas division 1 syd. Klubben har även ett ungdomslag och ett oldboys-lag. Klubbens olika lag spelar i färgerna svart och orange. HRC Gripen har fostrat ett antal landslagsspelare, bland annat Emil Andersson och Tomas Arvidsson på herrsidan,Tomas som numera spelar i Hammarby.  samt Anna Larsson och Erica Storkenfeldt på damsidan.